# نجد وعامرة (ماوية)

تعديل مصدري - تعديل

نجد و عامره  هي إحدى قرى مديرية ماوية بمحافظة تعز اليمنية، بلغ تعداد سكانها 881 نسمة حسب التعداد السكاني في اليمن في 2004.